# Julus bertkaui
Julus bertkaui är en mångfotingart som beskrevs av Karl Wilhelm Verhoeff 1896. Julus bertkaui ingår i släktet Julus och familjen kejsardubbelfotingar. Inga underarter finns listade i Catalogue of Life.